# Maart 1934
| Deze maand                                            |
| ----------------------------------------------------- |
| - Oostenrijk wordt een bondsstaat - Dictatuur in Cuba |

De volgende gebeurtenissen speelden zich af in maart 1934. Sommige gebeurtenissen kunnen één of meer dagen te laat zijn vermeld doordat ze op de datum staan aangegeven waarop ze bekend zijn geworden in plaats van de datum waarop ze werkelijk hebben plaatsgevonden.
- 1: Er wordt een concessie afgegeven om naar aardolie te zoeken in Nederlands-Nieuw-Guinea.
- 1: Het kabinet-Lerroux treedt af. Hij vormt enkele dagen later een nieuw kabinet met slechts geringe wijzigingen.
- 1: Pu Yi wordt gekroond tot keizer van Mantsjoekwo onder de naam Kang-Teh.
- 2: Alle Duitse partijen in het Saargebied zijn verenigd tot het Deutsche Front.
- 2: 24 leiders van de Oostenrijkse sociaaldemocratische partij worden aangeklaagd wegens hoogverraad.
- 2: Peter Fick verbetert in New Haven het wereldrecord op de 100 meter vrije slag tot 56,8. Het oude record (57,4) stond sinds 17 februari 1924 op naam van zijn Amerikaanse landgenoot en collega-zwemmer Johnny Weissmuller.
- 4: De Britse regering weigert een delegatie van deelnemers aan de "Hongermarsen" van werklozen aan te horen.
- 4: Een bezoek van Anthony Eden aan Italië, Duitsland en Frankrijk levert niet de gehoopte mogelijkheden om de ontwapeningsonderhandelingen uit het slop te halen.
- 5: Die Einwanderung Israels in Kanaan van Friedrich Schmidtke wordt op de Index geplaatst.
- 5: Japan verklaart de passen naar de Grote Muur aan China te hebben teruggegeven.
- 6: De regering-Blodnik in Letland treedt af.
- 6: Het tonen van Tsjechische vlaggen wordt in Duitsland verboden.
- 7: In Zuidwest-Afrika worden de nationaalsocialisten onder strenge controle gesteld.
- 7: Oprichting Harmonie Sub Umbra op initiatief van de heer A.P. van den Wildenberg in Veldhoven (Noord-Brabant).
- 7: In Spanje vinden een grootschalige staking en bomaanslagen plaats.
- 7: Paraguay verwerpt het voorstel van de Volkenbond voor oplossing van de Chaco-oorlog.
- 7: Duitsland en Polen sluiten een handelsverdrag.
- 8: In Nederland worden de mogelijkheden verruimd om invoerrechten in het kader van de contingentering te ruilen of over te dragen.
- 9: In de Wieringermeer wordt een kamp voor Joodse vluchtelingen ingericht.
- 9: Bij gemeenteraadsverkiezingen in Londen gaat de meerderheid over van de Conservatieven naar Labour.
- 10: Engelbert Dollfuss verklaart dat binnen een week een nieuwe (overgangs)grondwet voor Oostenrijk zal worden afgekondigd.
- 10: De Oostenrijkse vakbonden worden vervangen door een eenheidsvakbond.
- 10: China protesteert bij Japan tegen het uitroepen van het keizerrijk Mantsjoekwo.
- 10: In Cuba wordt de grondwet voor 90 dagen buiten werking gesteld. Alle vakbonden zullen worden ontbonden.
- 10: Alle exemplaren van de Franse vertaling van Mein Kampf worden in Parijs in beslag genomen. De uitgever wordt aangeklaagd wegens schending van het auteursrecht.
- 11: De 'kopbal à la Bakhuys' ziet het licht. Met een snoekduik passeert Beb Bakhuijs de Belgische doelman André Vandeweijer in de door Nederland met 9-3 gewonnen wedstrijd in het Olympisch Stadion in Amsterdam.
- 10-11: In Zwitserland wordt in een referendum de nieuwe wet op de orde verworpen.
- 12: De Amerikaanse Senaat stemt in met de uitbreiding van de oorlogsvloot.
- 12: Naar pas nu bekend wordt gemaakt, was er in juni 1933 een aanslag op Mussolini. Bij een bomaanslag op de Sint Pieter raakten 4 mensen gewond.
- 12: Vanwege de uitkomst van het referendum treedt de Zwitserse minister van Justitie Heinrich Häberlin per 1 mei af.
- 12: De Franse socialistische partij SFIO sluit zich aaneen in verzet tegen de regering. Ze eist:
  - hervorming van de kieswet
  - ontbinding van het parlement
  - aftreden van de regering
- 14: In Duitsland is een wet betreffende de toekomstige status van de Joden in voorbereiding. Politieke rechten (zoals het stemrecht) krijgen Joden slechts indien hun voorouders reeds sinds 1812 Duits staatsburger zijn.
- 14: In Frankrijk wordt extra geld uitgetrokken voor de landsverdediging.
- 15: In Duitsland worden reclameverboden en boycotacties tegen Joodse winkels voorbereid.
- 15: Anthony Eden stelt in een rede voor het Lagerhuis dat het voornaamste probleem voor de ontwapeningsonderhandelingen een gebrek aan vertrouwen tussen Duitsland en Frankrijk is.
- 15: In Duitsland worden Joden uitgesloten van dienst in het leger en de marine.
- 16: De Amerikaanse Senaat verwerpt het verdrag met Canada voor de bouw van het Saint Lawrencezeeweg van de Grote Meren naar de Atlantische Oceaan.
- 16: In Letland vormt Kārlis Ulmanis een nieuwe regering.
- 17: Corneliu Codreanu, de leider van de Roemeense IJzeren Garde, die gezocht werd sinds de moord op premier Duca, meldt zich vrijwillig bij justitie.
- 17: Italië, Oostenrijk en Hongarije sluiten de Protocollen van Rome. Ze beloven onderlinge consultatie en nauwere economische betrekkingen.
- 20: Japan trekt twee divisies terug uit Mantsjoerije.
- 20: In de Sovjet-Unie wordt het gegarandeerde minimumloon voor arbeiders opgeheven. Arbeiders zullen volledig naar prestatie worden beloond.
- 20: De Nederlandse koningin-moeder Emma overlijdt.
- 21: In de straat Unter den Linden te Berlijn vindt een aanslag plaats, waarschijnlijk gericht op Hermann Göring.
- 22: In Frankrijk wordt een spionagenetwerk opgerold.
- 22: Leonardo Bucciglione en Reni Cianca, daders van de aanslag op Mussolini van juni 1933, worden tot 30 jaar gevangenisstraf veroordeeld. Medeplichtige Claude Cianca krijgt 17 jaar, Capasso wordt vrijgesproken.
- 22: Een grote brand in de Japanse stad Hakodate eist duizenden doden.
- 22: De Boerenpartij en de Nationale Boerenpartij in Roemenië fuseren.
- 23: Leraren in Nederland moeten alvorens ze worden aangenomen een bewijs overleggen dat ze niet aan open tuberculose lijden.
- 24: Joodse en godsdienstloze artsen in Wenen worden ontslagen.
- 24: Edvard Beneš stelt dat de onafhankelijkheid van Oostenrijk van belang is voor de Europese vrede.
- 24: Een Amerikaanse wet bepaalt dat de Filipijnen met een overgangsperiode van 10 jaar onafhankelijk zullen worden, en wordt ter goedkeuring naar het Congres van de Filipijnen gezonden.
- 25: De nieuwe grondwet van Oostenrijk wordt gepubliceerd. Oostenrijk wordt een bondsstaat. De burgerlijke vrijheden worden ingeperkt.
- 26: Duitsland en Finland sluiten een handelsverdrag.
- 27: Koningin Emma wordt bijgezet.
- 27: 17 Roemeense intellectuelen worden gearresteerd wegens samenspanning tot een aanslag op koning Carol II.
- 27: Italiaanse troepen steken de grens van Libië naar Soedan over en bezetten daar een oase.
- 27: De Franse minister van Buitenlandse Zaken Louis Barthou en zijn Belgische collega Paul Hymans spreken in Brussel. Ze tonen zich verontrust over de Duitse bewapening.
- 27: Frankrijk verlaagt de contingenten voor Britse metalen sterk. In het Verenigd Koninkrijk veroorzaakt dit beroering.
- 28: Jemenitische troepen zijn Saoedi-Arabië binnengevallen.
- 29: Roosevelt doet een verklaring betreffende het recht van arbeiders zich te organiseren:
  - Arbeiders hebben het recht zich te organiseren
  - Hun organisaties mogen in vrije verkiezingen vertegenwoordigers kiezen
  - Discriminerende maatregelen tegen werknemers wegens hun arbeidsorganisatie zijn niet toegestaan
- 29: Het Oostenrijkse leger wordt grondig gereorganiseerd.
- 30: Alle producten die in de Verenigde Staten met behulp van regeringskredieten zijn geproduceerd, moeten indien mogelijk met Amerikaanse schepen worden verzonden.
- 31: De niet-aanvalsverdragen van de Sovjet-Unie met Estland, Letland, Litouwen, Finland en Polen worden met 10 jaar verlengd.

<< · januari · februari · maart · april · mei · juni · juli · augustus · september · oktober · november · december · >>